# Ulla-Lena Lundberg
Ulla-Lena Lundberg (n. 14 iulie 1947, Kökar, Ahvenanmaan lääni⁠(d), Finlanda, Åland) este un autor finlandez-suedez care locuiește în Porvoo, Finlanda.  Cărțile sale în limba suedeză au fost traduse în mai multe limbi, printre care finlandeză, daneză, germană, rusă și olandeză.

## Biografie
Lundberg a debutat la vârsta de 15 ani cu antologia poeziei Utgångspunkt (Punctul de plecare) în 1962.  În 1964, a petrecut câtva timp în Statele Unite cu o bursă. Apoi a scris despre experiențele ei în SUA. Lundberg a scris și o carte despre Japonia, după ce a locuit acolo în 1968. 
Descoperirea ei este în general considerată a fi cartea Kökar (numele insulei în care s-a născut scriitoarea) din 1976, o relatare factuală a trecutului și prezentului insulei sale de naștere, relatată prin poveștile unor insurgenți.  Mai târziu, ea va scrie două romane despre Anna Kungens Anna și Ingens Anna . Ea va scrie extensiv despre Africa: fictivul Tre afrikanska berättelser (Trei povestiri africane), Sand (Nisip) și Regn (Ploaie) și factualul Öar i Afrikas inre (Insule din interiorul Africii), după ce a trăit timp de doi ani în printre populații africane din Botswana, Zambia, Kenya și Tanzania. 
După ce a obținut diploma de masterat în 1985 de la Universitatea Åbo Akademi, Lundberg a petrecut anul universitar 1986-1987 în calitate de lector și scriitor rezident la Universitatea din Minnesota. Exceptând acest an la Universitatea din Minnesota, Lundberg a lucrat întreaga sa viață profesională ca autor și continuă să o facă. 
În 1993, Lundberg a publicat Sibirien (Siberia), care, pe lângă faptul că este o autobiografie, este o relatare a celor patru luni petrecute în Siberia. Aceasta a fost cea mai reușită dintre cărțile ei la nivel internațional. 
Printre celelalte opere ale sale, cele mai notabile sunt trilogia marină formată din: Leo, Stora världen (Lumea mare) și Allt Man kan önska sig (Tot ce ți-ai putea dori), romane fictive care detaliază istoria și evoluția transportului maritim în Åland, Finlanda . 
A primit numeroase premii pentru scrisul ei, inclusiv Runebergspriset (Premiul Runeberg) și premiul pentru autori finlandezi, acordat de Academia Suedeză. În 1993, Lundberg a primit un doctorat onorific al artelor de la Universitatea Åbo Akademi. Între 1994 și 1999, Lundberg a deținut titlul de profesor de arte. Ea a fost nominalizată de trei ori pentru premiul literar de top al Finlandei, Premiul Finlandia , iar în anul 2012 a câștigat premiul cu romanul în limba suedeză Is (Gheață). 
Ulla-Lena Lundberg figurează pe un timbru emis la 21 martie 2009 de către Åland Post, autoritatea poștală a Insulelor Åland. Timbrul, realizat de către artistul Juha Pykäläinen, este un portret al lui Lundberg, alături de o descriere a navei Leo, din prima carte a trilogiei sale despre transportul în Åland. Timbrul face parte dintr-o colecție numită Autori din Åland și include, de asemenea, un timbru cu Anni Blomqvist și un timbru cu Valdemar Nyman.  
În 2012, romanul Is (Gheață) a fost premiat cu Premiul Finlandia, cel mai prestigios premiu literar din Finlanda. Cu vânzări interne de aproape 150 000 de exemplare, a devenit unul dintre cele mai îndrăgite romane finlandeze ale deceniului. Parțial bazat pe viața familiei Lundberg pe insula izolată Kökar, Is (Gheață) a stârnit un mare interes din partea teatrelor, însă doar Opera Națională a Finlandei a fost cea care a primit permisiunea de a-l adapta pentru scenă sub forma operei muzicale Is (Gheață) de Jaakko Kuusisto. Libretul (Juhani Koivisto) urmărește evenimentele și personajele cheie ale romanului, muzica redă schimbarea anotimpurilor și amenințarea permanentă a gheții.

### Ca autor
- Utgångspunkt (poezie)
- Strövtåg (1966) Cărucioare (1966) (călătorie)
- En berättelse om gränser (1968) O poveste despre frontiere  (călătorie)
- Gaijin-utlänning i Japan (1970) Gaijin - străin în Japonia  (călătorie)
- När barometern stod på Karl Öberg och andra hörspel (1974) Când barometrul era pe Karl Öberg și alte sali de spectacole (teatru radio)
- Kökar (1976) (faptic)
- Tre afrikanska berättelser (1977) Trei povestiri din Africa (trilogie romanescă)
- Öar i Afrikas inre (1981) Insulele din interiorul Africii (antropologie)
- Kungens Anna (1982) (roman)
- Ingens Anna (1984) (roman)
- Franciskus i Kökar (1985) (teza de masterat)
- Sand (1986) (roman) Nisip
- Leo (1989) (roman) Leo
- Stora världen (1991) (roman) Lumea mare
- Sibirien (1993) (călătorie) Siberia
- Allt kan man önska sig (1995) (roman) Tot ce ți-ai dori
- Regn (1997) (roman) Ploaie
- Marsipansoldaten (2001) (roman) Sodații din marțipan
- Människan och målaren (2005) Omul și pictorul (biografia lui Åke Hellman, coautor Erik Kruskopf )
- Hundra År i Gammelgård (2006) O sută de ani în Gammelgård (istoria clubului social Gammelgård din Esbo, coautori Lasse Hoffman și Unni Malmgren )
- Is (2012) Gheață (roman)

### Ca editor
- Vackre Alen. Memoarer av Algot Lundberg.  Minunata Alen. În amintirea Algotei Lundberg.(1981) (autobiografia lui Algot Lundberg)
- Männen som kom från havet. Jakthistorier från Kökar  Oamenii veniți de pe mare. Povești vânătorești din Kökar.